# Dekanat Gołdap
Dekanat Gołdap – jeden z 22 dekanatów w rzymskokatolickiej diecezji ełckiej.

## Parafie
W skład dekanatu wchodzi 7 parafii:
1. Banie Mazurskie – parafia św. Antoniego Padewskiego
2. Gołdap – parafia Najświętszej Maryi Panny Matki Kościoła
3. Gołdap – parafia św. Józefa Robotnika
4. Gołdap – parafia św. Leona i św. Bonifacego
5. Górne – parafia św. Antoniego Padewskiego
6. Grabowo – parafia Matki Bożej Różańcowej
7. Żabin – parafia Narodzenia Najświętszej Maryi Panny

## Sąsiednie dekanaty
Filipów, Giżycko – św. Krzysztofa, Olecko – Niepokalanego Poczęcia NMP, Węgorzewo